# 急診醫療中心前站
急診醫療中心前停留場（日语：／ Kyukan-iryou senta-mae teiryūjō */?）是位於富山縣高岡市本町，屬於萬葉線的電車站。由於本站西邊設有高岡古城公園，因此其副站名為古城公園西口。

## 電車站構造
此站是建在共用行車道上的地面車站，並設有2面1線的相對式月台。靠近坂下町一處設設有交會設備。

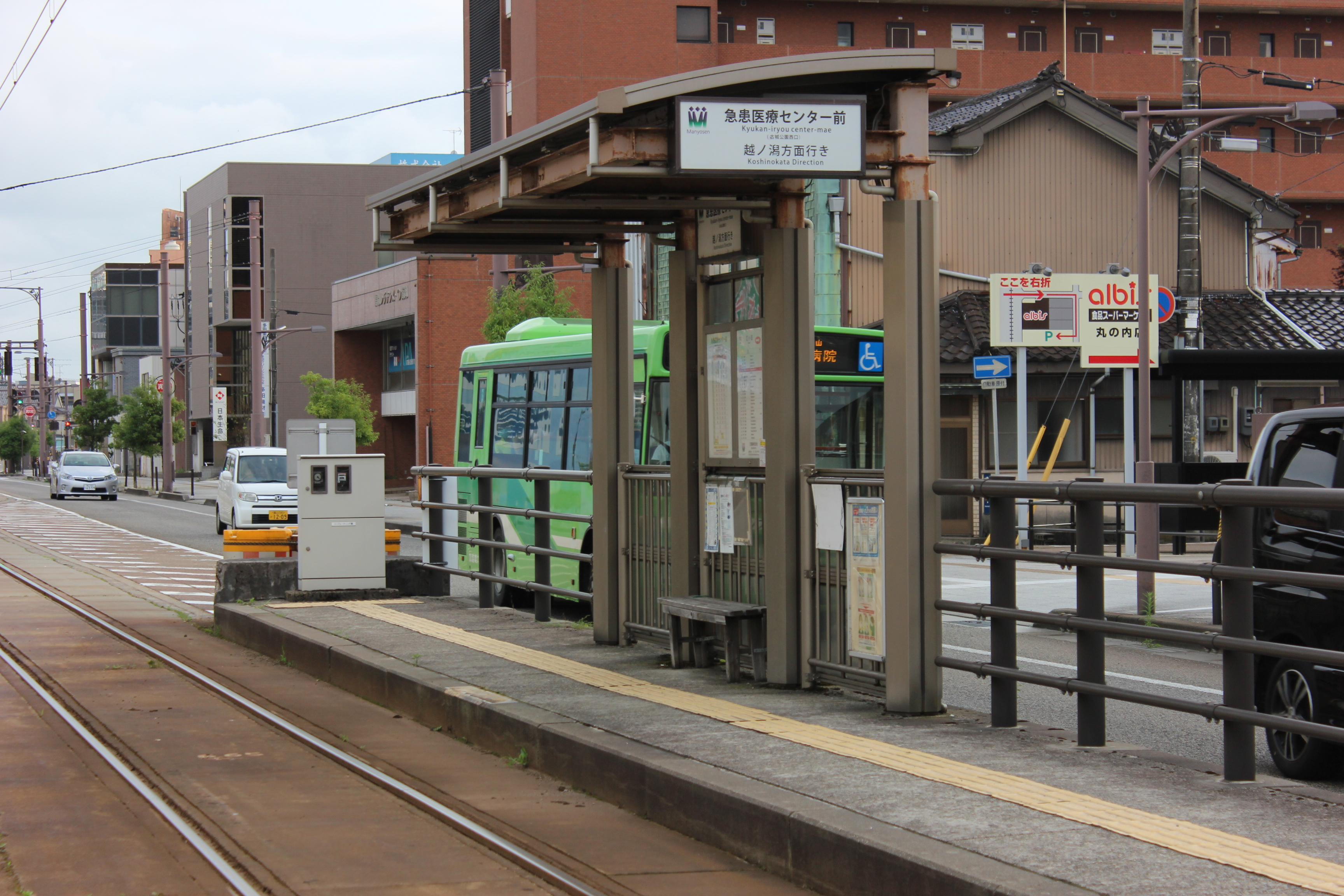
往越之潟方向的月台(2020年7月)
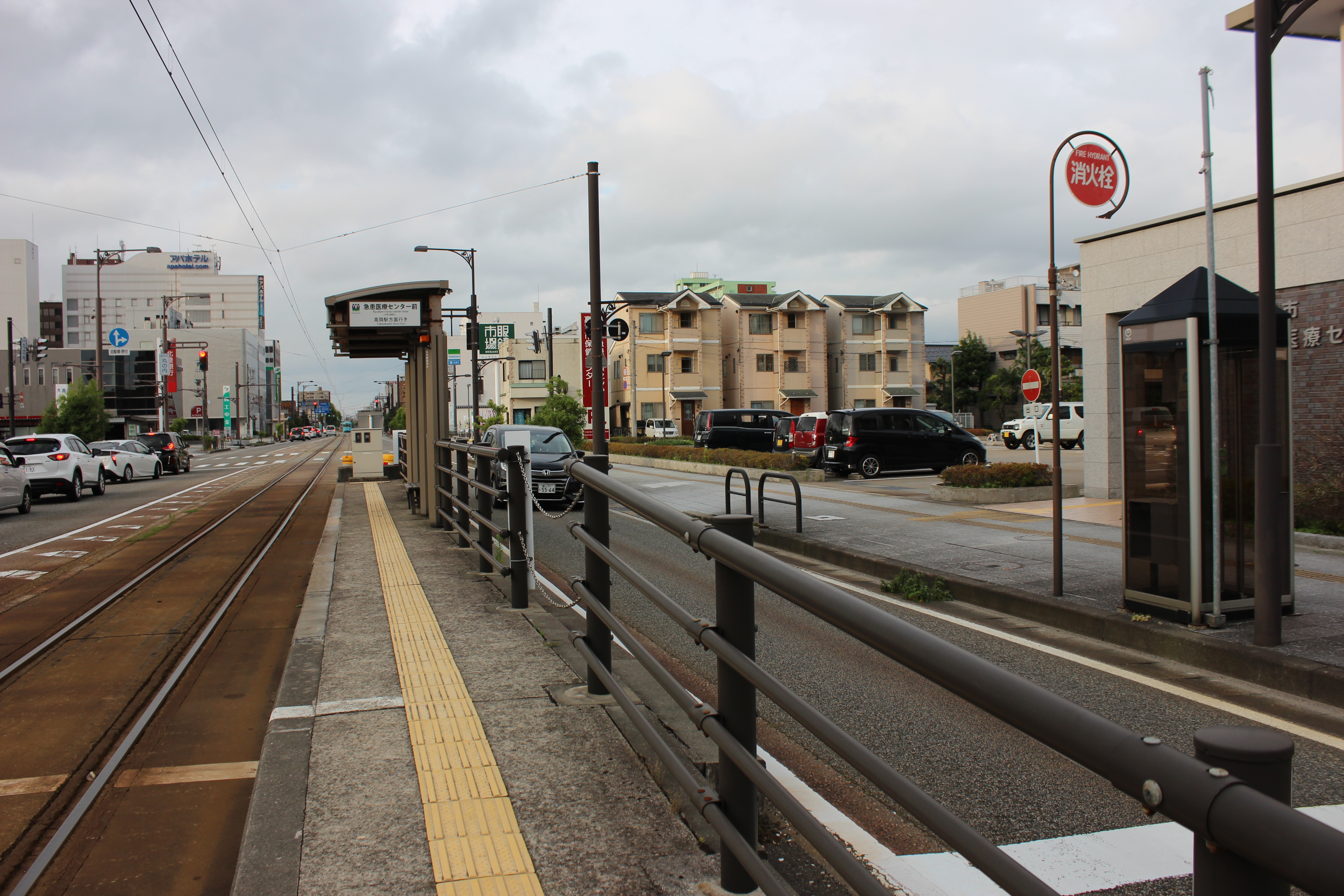
往高岡站方向的月台(2020年7月)

## 歷史
- 1948年4月10日：富山地方鐵道地鐵高岡（現時：高岡站）至伏木港之間開通，此站啟用。當初車站名為高岡市廳前停留場
- 1959年4月1日：轉讓路線給加越能鐵道。
- 1977年10月1日：本丸会館前停留場（日语：／）。
- 2002年4月1日：轉讓路線給萬葉線[3]。
- 2005年：

- 11月1日：設定副站名。
- 12月27日： 電車向廣小路一方遷移100米。

- 2014年3月26日：電車站改名為急診醫療中心前站。
- 2024年9月28日：可使用ICOCA及全國通用IC卡付款[4]。

## 使用人數
本站的使用人數如下：
| 1日上落車人次 | 1日上落車人次 |
| 年度          | 1日平均人次   |
| ------------- | ------------- |
| 2011          | 130           |
| 2012          | 141           |
| 2013          | 142           |
| 2014          | 143           |
| 2015          | 136           |
| 2016          | 134           |
| 2017          | 89            |
| 2018          | 120           |
| 2019          | 55            |
| 2020          | 43            |
| 2021          | 48            |
| 2022          | 114           |

## 相鄰電車站
萬葉線
■萬葉線（高岡軌道線）
坂下町－急診醫療中心前－廣小路

## 外部連結
- 萬葉線急診醫療中心前站上行 （页面存档备份，存于）及下行 （页面存档备份，存于）時間表（日語）